# (6675) Sisley
(6675) Sisley est un astéroïde de la ceinture principale.

## Description
(6675) Sisley est un astéroïde de la ceinture principale. Il fut découvert par Cornelis Johannes van Houten, Ingrid van Houten-Groeneveld et Tom Gehrels le 29 septembre 1973 à l'observatoire Palomar. Il présente une orbite caractérisée par un demi-grand axe de 3,0826 UA, une excentricité de 0,1763 et une inclinaison de 1,5695° par rapport à l'écliptique.
Il fut nommé en hommage au peintre anglais Alfred Sisley, ayant principalement vécu et travaillé en France et représentant du mouvement impressionniste.

## Compléments